# Albrecht V. (Mecklenburg)

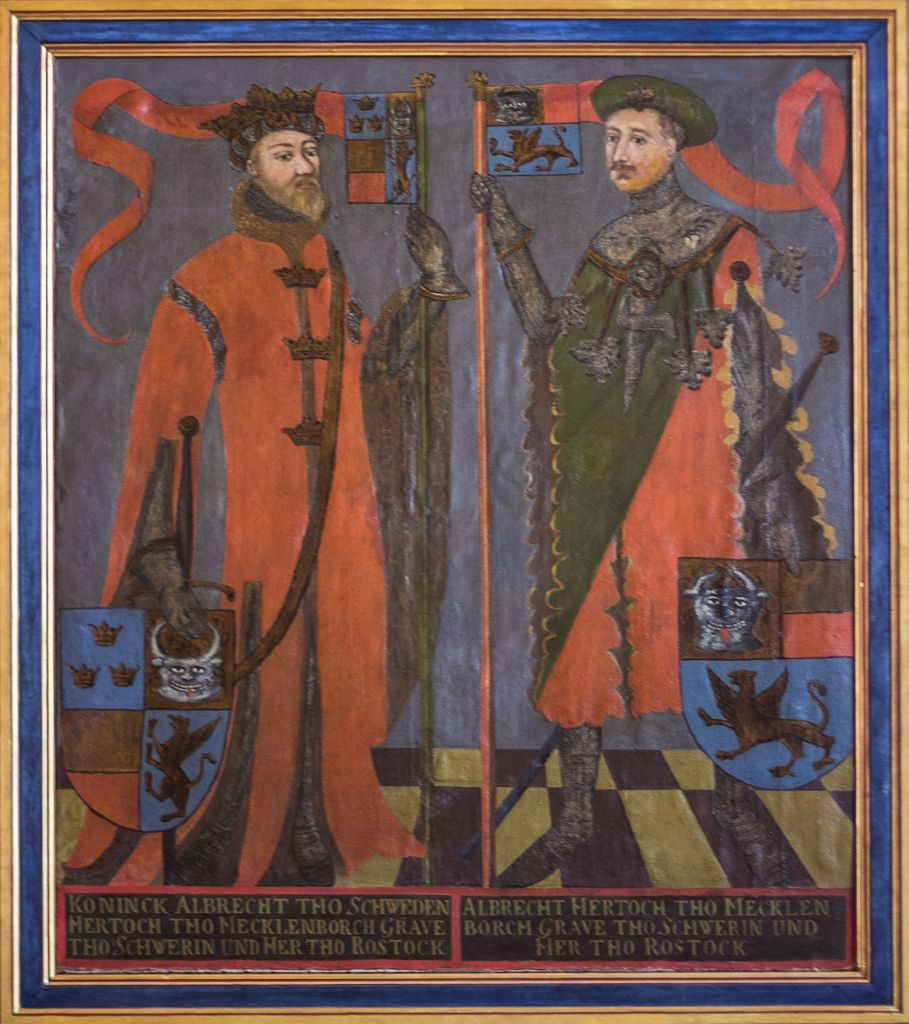
Albrecht V. (rechts) mit seinem Vater Albrecht III. auf einem Tafelgemälde in der Stadtkirche von Gadebusch

Albrecht V., Herzog zu Mecklenburg (* 1397; † zwischen  1. Juni und 6. Dezember 1423) war Herzog zu Mecklenburg von 1412 bis zu seinem Tod.
Albrecht war der Sohn Albrechts III. und dessen zweiter Frau Agnes, der Tochter des Herzogs Magnus von Braunschweig. Agnes übernahm bis 1415/1416 nach dem Tod des Vaters gemäß einem Abkommen mit Johann IV. auch die Vormundschaft für Albrecht V. Dieser regierte dann selbständig und fungierte nach dem Tod Johanns IV. im Jahr 1422 auch als Vormund für dessen Söhne Heinrich IV. und Johann V.
Am 13. Februar 1419 gründete er zusammen mit Johann IV. von Mecklenburg und dem Rat der Hansestadt Rostock die Universität Rostock als erste Universität in Norddeutschland und dem gesamten Ostseeraum.
Er war seit 1413 mit Cäcilie, der zweiten Tochter des Burggrafen Friedrich zu Nürnberg, des späteren Kurfürsten der Mark Brandenburg, verlobt. Seine Braut wurde jedoch anderweitig verheiratet. Er heiratete stattdessen 1423 ihre erst 13-jährige Schwester Margarete. Durch den Ehevertrag erhielt Albrecht von seinem Schwiegervater Dömitz und Gorlosen als Wittum. Er starb kurz nach der Hochzeit.